# Lỗ Trí Thâm
Lỗ Trí Thâm 鲁智深, biệt hiệu là Hoa Hòa thượng (花和尚) là một nhân vật hư cấu trong tiểu thuyết văn học cổ điển Trung Hoa Thủy hử. Lỗ Trí Thâm là một trong 108 anh hùng Lương Sơn Bạc, một trong 36 Thiên Cang Tinh, sao Thiên Cô Tinh.

## Chân dung

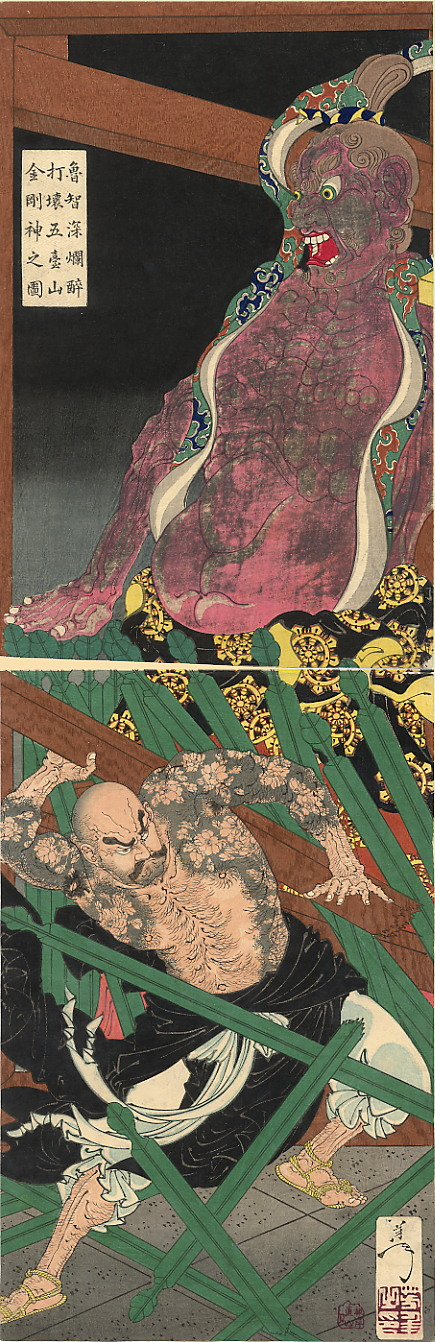

Lỗ Trí Thâm tên thật là Lỗ Đạt, vốn làm chức Đề hạt ở Đông Kinh, được mô tả là người lực lưỡng, mặt tròn tai lớn, mũi thẳng mồm vuông, 2 bên mép có một hàng râu xoăn xoăn, mình cao 8 thước (2,4m), xăm hoa, vai rộng đầy ôm, cách ăn mặc ra dáng một tay quan võ. Ông quen biết với Sử Tiến, Lý Trung, Chu Thông, vì giết Trấn Quan Tây Trịnh Đồ nên bị truy nã, phải cắt tóc đi tu trên núi Ngũ Đài sơn, làm môn đệ của trưởng lão Trí Chân.
Ông có sức khỏe cường tráng, nhổ bật gốc dương liễu ở trước chùa Trấn Quốc. Lâm Xung thấy thế rất mến, 2 người kết làm bạn. Lỗ Trí Thâm làm nhiều ơn nghĩa đối với Lâm Xung. Sau này ông cùng Thanh Diện Thú Dương Chí, Thao Đao Quỷ Tào Chính cướp chùa Bảo Châu trên núi Nhị Long Sơn, chiêu nạp hảo hán. Về sau tất cả cùng lên Lương Sơn Bạc. Sau khi bắt sống Phương Lạp, ông và Võ Tòng muốn ở luôn tại chùa Lục Hòa để tu. Võ Tòng sau sống ngoài 80 tuổi, Lỗ Trí Thâm chết tại chùa này chỉ một thời gian ngắn sau khi thắng Phương Lạp.
Một tối 2 người đang ngủ say thì Lỗ Trí Thâm nghe thấy tiếng sóng triều tín trên sông Tiền Đường, tưởng là quân địch liền chạy ra, gặp các sư, được giải thích cho về sóng triều tín, ông mới nhớ lại 4 câu thơ mà sư phụ ông trưởng lão Trí Chân đã nói cho ông: "Phùng Hạ nhi cầm" (Gặp Hạ thì bắt - ông đã bắt sống tướng Hạ Hầu Thành của Phương Lạp); "Ngộ Lạp nhi chấp" (Gặp Lạp thì trói - ông đã bắt trói Phương Lạp); "Thính triều nhi viên, Kiến tín nhi tịch" (Nghe tiếng triều tín, đến lúc viên tịch) rồi ông viên tịch (chết) ngay tối hôm đó.

## Gặp chuyện bất bình chẳng tha
Lỗ Trí Thâm vốn tên Lỗ Đạt, làm chức quan nhỏ dưới trướng Tiểu Chủng kinh lược tướng công ở Vị Châu, đảm nhiệm chức đề hạt ở Kinh Lược phủ. Một buổi, khi nghe được cha con Kim Thúy Liên kể chuyện bị tay ác bá Trấn Quan Tây Trịnh Đồ ép hại (Kim Thúy Liên bị ép bán thân gả làm vợ lẽ do không thể trả nợ chạy chữa cho cha). Nghe nói đến đây, Lỗ Trí Thâm nổi cơn thịnh nộ, đưa 2 cha con ít tiền lộ phí và hứa sẽ xử lý việc này.
Trịnh Đồ có mở một loạt hàng bán thịt tại Đông Kinh, Lỗ Trí Thâm liền đến để tìm chuyện với mục đích "dạy Trịnh Đồ một bài học". Lỗ Trí Thâm lần lượt làm khó Trịnh Đồ bằng nhiều yêu cầu oái oăm như bắt Trịnh Đồ tự thái hàng cân thịt toàn nạc hoặc toàn mỡ, không chịu nổi yêu cầu vô lý (Trịnh Đồ trước quan lại vốn rất mềm mỏng, lễ phép), Trịnh Đồ phản kháng liền bị họ Lỗ cho một bạt tai. Nhịn không nổi, Trịnh Đồ lấy dao ra sống chết với Trí Thâm. Tuy nhiên, với võ nghệ cao cường, Lỗ Trí Thâm nhanh chóng đánh bay dao, khống chế Trịnh Đồ, đè Trịnh Đồ xuống vừa đấm vừa mắng, không ngờ, do quá mạnh tay, Trịnh Đồ vong mạng dưới tay Trí Thâm. Biết chuyện chả lành, Trí Thâm bỏ trốn, sau bị truy nã nhiều tỉnh.

## Lương duyên với cửa Phật[1]
Bỏ trốn truy nã, Lỗ Trí Thâm tình cờ gặp lại cha con Thúy Liên (hiện đang trong phủ của Triệu viên ngoại), để giúp Lỗ Trí Thâm. Triệu viên ngoại giới thiệu, Lỗ Đạt đến tự viện Văn Thù ở núi Ngũ Đài xuống tóc làm hòa thượng. Trí Chân trưởng lão đọc câu kệ tặng Pháp danh, rằng: "Linh Quang một điểm, giá trị ngàn vàng. Phật Pháp rộng lớn, ban tên Trí Thâm". Ông đã có nơi an thân, mai danh ẩn tính sống qua ngày.
Tuy nhiên, Trí Thâm ở trong chùa khó giữ thanh quy Phật môn, sau cùng đã đại náo Ngũ Đài sơn, Trí Chân trưởng lão đành phải để ông đi đến chùa Đại tướng Quốc ở Biện Lương, Đông Kinh, khi chia tay, sư phụ tặng bốn câu kệ nói: "Ngộ Lâm nhi khởi, Ngộ Sơn nhi phú, Ngộ Thủy nhi hưng, Ngộ Giang nhi chỉ". (Lâm tức chỉ Lâm Xung; Sơn là nói đến Nhị Long sơn, nơi Lỗ Trí Thâm làm đầu lĩnh; Thủy ám chỉ vùng đầm lầy Lương Sơn; Giang ắt nói đến Tống Giang, vậy câu này có nghĩa là gặp Lâm Xung thì bắt đầu, đến Nhị Long sơn thì giàu có. Bước vào vùng Lương Sơn thì hưng thịnh, đến khi gặp Tống Giang là kết thúc). Khi tới chùa Tướng Quốc, Lỗ Trí Thâm phụ trách việc trông coi vườn rau. Một hôm, để thu phục bọn lưu manh, Trí Thâm đã nhổ bật gốc cây dương liễu, qua đây tình cờ gặp được Lâm Xung, hai người kết nghĩa huynh đệ.
Một hôm, Tống Công Minh và các tướng chỉ đưa theo một ít quân mã tuỳ tòng cùng đi với Lỗ Trí Thâm. Đến chân núi Ngũ Đài, Tống Giang sai dựng trại cho quân sĩ nghỉ ngơi rồi cho người lên chùa báo tin. Tống Giang và các tướng đều thay mặc thường phục, đi bộ lên núi. Vừa đến trước cổng chùa đã nghe bên trong tiếng trống dóng chuông khua, rồi các sư đều ra cổng ngoài đón tiếp, chắp tay vái chào Tống Giang, Lỗ Trí Thâm và các đầu lĩnh cùng đi.
Tống Giang mời Trí Chân trưởng lão ngồi ghế thượng tọa rồi thấy hương làm lễ bái kiến. Các đầu lĩnh xếp hàng cùng lạy. Lễ xong, Lỗ Trí Thâm lại bước lên dâng hương lạy chào riêng. Trí Chân trưởng lão nói: "Đồ đệ ra đi đã mấy năm nhưng tính hay đốt nhà giết người xem ra vẫn chưa bỏ được". Hôm ấy, anh em Tống Giang ngủ đêm ở chùa Ngũ Đài sơn. Ngày hôm sau, trước lúc chia tay, Trí Chân trưởng lão lại tặng Lỗ Trí Thâm bốn câu kệ, nói: "Phùng Hạ nhi cầm, Phùng Lạp nhi chấp. Thính triều nhi viên, Văn Tín nhi tịch". (Thực tế, gặp Hạ thì bắt, ông đã bắt sống tướng Hạ Hầu Thành của Phương Lạp; gặp Lạp thì trói – ông đã bắt trói Phương Lạp; khi nghe tiếng sóng triều cũng là lúc viên tịch). Lỗ Trí Thâm lạy nhận bài kệ, đọc đi đọc lại mấy lần để ghi nhớ trong tâm.
Một ngày kia, Lỗ Trí Thâm nghỉ lại tại chùa Lục Hòa ở Hàng Châu, trong đêm đột nhiên bị tiếng sóng trên sông Tiền Đường làm cho giật mình tỉnh giấc, ông tưởng là tiếng trống trận đang vang lên, vội nhặt cây Thiền trượng lên muốn chạy ra ngoài giết chóc, liền bị tăng nhân trong chùa ngăn lại, nói với ông đây là tiếng sóng triều bên sông. Lỗ Trí Thâm vừa nghe những lời này xong, đột nhiên nhớ đến lời kệ mà Trí Chân trưởng lão tặng ông năm xưa: "Thính triều nhi viên, văn tín nhi tịch". Liền lập tức đốn ngộ, sau khi để lại một câu kệ liền ngồi tọa hóa, câu kệ này viết rằng: "Bình sinh chẳng tu thiện quả, chỉ thích giết người phóng hỏa. Chợt tỉnh tháo tung dây thừng vàng, tới đây giật phăng chiếc khóa ngọc. Tiền đường nghe sóng triều vang dội, mới tỉnh ra rằng ta là ta".
Kính Sơn Đại Huệ thiền sư cuối cùng chỉ vào quan tài của Lỗ Trí Thâm mà rằng: "Lỗ Trí Thâm, Lỗ Trí Thâm! Khởi thán tự rừng xanh. Hai con mắt phóng hỏa, một mảnh tâm sát nhân. Bỗng đi theo thủy triều, quả nhiên tìm không ra. Ồ! Thân được giải thoát khắp trời đều là bạch ngọc, khiến cho mặt đất thành hoàng kim". Hai câu sau "thân được giải thoát khắp trời đều là bạch ngọc, khiến cho mặt đất thành hoàng kim" là thần tích xuất hiện khi một người đã giác ngộ, là Phật mới có được vinh diệu này. Vì vậy Lỗ Trí Thâm sau khi chết đã được giải thoát, trở thành Đấng Giác Ngộ.

## Trong Đãng Khấu Chí
Tại hồi 65, khi quan quân đánh đến Tam Quan, Công Tôn Thắng nghiêm ngặt giữ cửa quan, đánh từ sáng đến trưa thì quân triều đình rút lui. Bỗng Lỗ Trí Thâm vung thiền trượng chạy bộ ra cổng khiêu chiến. Trương kinh lược cho 2 con là Trương Bá Phấn và Trương Trọng Hùng ra đánh. Lỗ Trí Thâm xa luân chiến với 2 mãnh tướng từ trưa đến tối, đánh mấy trăm hiệp vẫn không phân thắng bại. Quan quân liền thu binh, Lỗ Trí Thâm cũng về bản trại. Tuy nhiên do sức lực tiêu hao nên tâm thần có vẻ loạn, nói năng bất luân. Rồi Lỗ Trí Thâm uống rượu ăn thịt, say bí tỷ.
Hôm sau, 2 vị công tử họ Trương lại đánh thành, chửi mẳng Lỗ Trí Thâm, tuy nhiên lúc này Hoa Hòa Thượng vẫn đang say nên không biết gì. 2 bên giao tranh gần 2 giờ vô cùng ác liệt. Lúc này Lỗ Trí Thâm đã tỉnh, Công Tôn Thắng không ngăn được nên đành mở cổng cho đánh. Bá Phấn, Trọng Hùng quây lại đánh hơn 100 hiệp, lúc này thiền trượng của Hoa hòa thượng đã rối loạn, đánh lung tung không theo pháp môn gì. Bị Bá Phấn đánh 1 chùy vào chân, bị Trọng Hùng chém vào mạn sườn. Lỗ Trí Thâm chạy về tam quan, ném thiền trượng lên cửa, chết ba bốn tên lính. Lỗ Trí Thâm máu tươi từ sườn chảy ròng ròng nhưng dường như không có gì xảy ra. Ném hơn mười tên lâu la sang phía địch. Quan quân thấy thần khí của Lỗ Trí Thâm đã điên rồi, không cần đánh mà lui quân. Lỗ Đạt cũng quay về Trung Nghĩa đường. Tại đây, do thần trí điên loạn Lỗ Trí Thâm đại náo Trung Nghĩa đường, đập nát đồ đạc, đánh đổ một góc nhà, đánh cả Ngô Dụng, Lư Tuấn Nghĩa, không ai ngăn cản nổi. Đoạn ngã bất ra sau rồi viên tịch.

## Tình huynh đệ với Lâm Xung
Khi tới chùa Tướng Quốc, Lỗ Trí Thâm phụ trách việc trông coi vườn rau. Một hôm, để thu phục bọn lưu manh, Trí Thâm đã nhổ bật gốc cây dương liễu, qua đây tình cờ gặp được Lâm Xung, 2 người kết nghĩa huynh đệ.
Lâm Xung gặp nạn, bị thích chữ lên mặt và đày đến Thương Châu, Lỗ Trí Thâm đi theo suốt dọc đường âm thầm bảo hộ. Khi đến khu rừng Dã Trư, quân áp giải là Đổng Siêu, Tiết Bá muốn mưu hại Lâm Xung. Lỗ Trí Thâm kịp thời ra tay, đã cứu Lâm Xung một mạng, sau đó một mạch hộ tống Lâm Xung thẳng đến Thương Châu ngoài 70 dặm. Lỗ Trí Thâm vì vậy mà bị Cao Cầu bức hại, phải chạy trốn lần nữa.
Sau khi đánh bại Phương Lạp, Lỗ Trí Thâm ngồi thiền qua đời, Lâm Xung buồn bã mà bị bệnh cảm gió, Tống Giang cho người chữa mãi không khỏi, bèn để Lâm Xung ở lại chùa Lục Hòa, giao cho Võ Tòng chăm sóc. Nửa năm sau thì Lâm Xung qua đời.